# Alma Fidora
Alma Fidora (Milano, 10 luglio 1894 – Milano, 22 febbraio 1980) è stata una pittrice, disegnatrice, illustratrice e scrittrice italiana.

## Biografia
Alma Fidora si diplomò al Magistero e si iscrisse alla Facoltà di Lettere dell'Università di Milano, dove conobbe, giovanissima, Ugo Nebbia, critico d'arte e ispettore della Soprintendenza ai monumenti di Milano. Nel gruppo Nuove Tendenze, di cui Nebbia era promotore insieme a Leonardo Dudreville, Alma esordì a maggio 1914, alla Famiglia artistica di Milano, con quattro stoffe ricamate in forme astratte, di gusto secessionista.
Della produzione di quegli anni rimangono, in collezioni private, solo due cuscini e uno scialle ricamati, e un dipinto Composizione astratta, in cui Alma esprime la sua adesione al Futurismo. In questa scelta non è una figura isolata, perché altre artiste si inseriscono nel filone tracciato dai futuristi.
Durante la guerra la Fidora è insegnante in zone colpite dal conflitto. Poi segue Ugo Nebbia, prima a Palermo, a Nervi nel 1921, poi a Venezia dal 1922 al 1932. Qui disegna ventagli, tessuti e vestiti. Firma, con lo pseudonimo di "Marequita", corrispondenze sulla pagina del lunedì della "Gazzetta di Venezia" e collabora con la ditta Venini di Venezia, per la quale disegna vasi. Sposa Ugo Nebbia, secondo il rito religioso nel 1929, e civilmente nel 1932. Viaggia in Europa, frequentando letterati e artisti, tra cui Fortunato Depero, Gino Severini, Felice Casorati, Arturo Martini e Pio Semeghini, che la ritrae in un disegno a sanguigna, nel 1922.
Partecipa nel 1925, con pannelli ricamati, all'Exposition Internationale des arts décoratifs et industriels modernes, di Parigi, nella sala allestita da Enrico Prampolini. L'anno seguente, alla Mostra del futurismo italiano, ordinata da Filippo Tommaso Marinetti nell'ambito della Biennale di Venezia, espone il dipinto "Complicazioni". Con i Futuristi la Fidora partecipa anche alla seconda Quadriennale d'arte nazionale di Roma, nel 1935, con il dipinto "Energie aeree" e l'anno successivo, alla Biennale di Venezia, con una aeropittura. Nel 1938 è presente a Brescia, alla mostra dell'Associazione nazionale fascista Donne artiste e laureate.

### La personale a Genova
Nel 1938, a Genova, ottiene una sua personale, alla Galleria Genova. La mostra, presentata da A. Fersen, comprende 20 opere figurative, ricamate in lana, seta e cotone, su tela di iuta: opere che si distinguono dai tradizionali lavori femminili ricamati. I soggetti sono nature morte ("Le mie piante grasse" e "Pesce in bianco" del 1935), paesaggi parigini e della Riviera ligure, la folla al mercato e le giostre ("Mattino milanese", "Chiacchiere", "Agosto", "Il cancello chiuso", La giostra", "Sulla Senna").
Nel 1939 partecipa alla II Mostra del paesaggio savonese, a Spotorno. Nel 1940 parte della sua produzione, il suo archivio e la sua biblioteca sono distrutti dai bombardamenti aerei, che colpiscono il Palazzo Reale di Milano, dove abitano i coniugi Nebbia. Nel dopoguerra dirige per due anni il centro artistico di San Babila, di Milano. Viaggia instancabilmente, anche in Russia e in Giappone.